# 印度君主列表
这是一份印度统治者的列表。该表中列出的君主包括印度次大陆上的主要政权。

## 十六大国时期

### 拘萨罗
- 波斯匿王
- 毘琉璃王

释迦族
- 净饭王、摩耶夫人

## 摩揭陀

### 传说中的诸国王
巨车，妖连

### 诃黎王朝
第一个完全可信的国王是频毗娑罗；频毗娑罗以后诸王的世系，来自斯里兰卡《大史》 
1. 频毗娑罗（在位52年）
2. 阿阇世（在位32年）
3. 优陀夷（在位16年）
4. 阿兔楼陀
5. 文荼（阿兔楼陀与文荼合在一起在位8年）
6. 那伽都沙迦（都沙迦，在位24年）

### 幼龙王朝
第一种版本
1. 悉输那伽（幼龙王，龙种王，在位18年，约前410年~前396年）
2. 迦罗输伽（黑阿育王 ，在位28年，约前396年~约前360年）
3. 黑阿育王的几个儿子（在位22年，传统说法是十个儿子）

- 非常混乱的历史；大红莲难陀也许没有立刻篡位，而是继续以黑阿育王的某个儿子为傀儡

第二种版本
- 悉输那伽 约前684年~？
- 黑阿育王
- 差摩达摩
- 刹多罗乌阇
- 频毗娑罗（瓶沙王，影胜王）约前545年~约前491年
- 阿阇世（未生怨王）约前491年~约前461年
- 都沙迦
- 优陀夷
- 难提跋达那（按照佛教文献，这是黑阿育王的一个别名）
- 摩诃难丁（大难丁王，按照佛教文献，这是黑阿育王的一个别名）

### 难陀王朝
据《大史》，难陀王朝总共只统治了22年；大红莲难陀的儿子的数量，是通过《大史》将整个王朝称为“九难陀”推出来的
- 摩诃坡德摩·难陀（大红莲难陀）
- 大红莲难陀的8个儿子：
  - 达那·难陀

### 孔雀王朝
在孔雀王朝时代，摩揭陀实际上变成了统治南亚大部和部分中亚的帝国。
- 月護王（旃陀羅笈多）：前322年 - 前298年
- 賓頭娑羅：前297年 - 前272年
- 無憂王（阿育王）（阿輸迦）：前273年 - 前232年
- 达沙拉沙：前232年 - 前224年
- 三钵罗底：前224年 - 前215年
- 舍利输迦：前215年 - 前202年
- 提婆伐摩：前202年 - 前195年
- 薩塔陀拉：前195年 - 前187年
- 巨車王：前187年 - 前185年

在阿育王去世后，孔雀帝国可能马上就分裂了；佛教、婆罗门教及其他来源的文献关于他的继承者的说法互相矛盾。实际可能是同时有多个国王在位，瓜分了帝国。
- 佛教的说法：
  - 鸠那罗（拘那罗）
  - 三波地（有可能与拘那罗同时在位）
- 婆罗门教的说法：
  - 十车王（十乘王）
  - 三波地
- 克什米尔《王河》的说法：
  - 迦鲁伽
- 舍利输迦 Salisuka
- 提婆跋摩
- Satadhanvan
- 坚车王（波罗诃德罗陀）

### 巽伽王朝
- 华友王
- 阿耆尼密多罗
- 婆苏逝瑟吒
- 婆苏密多罗（世友）
- 案达罗迦
- Pulindaka
- 瞿沙（妙音王）
- 伐折罗密多罗（金刚友）
- 婆伽跋陀罗
- 提婆菩提

### 甘婆王朝
- 婆薮提婆
- 菩弥密多罗
- 那罗衍那
- Susarman

约在一世纪，案达罗的百乘王朝征服了摩揭陀。

### 笈多王朝
1. 室利笈多
2. 旃陀羅笈多一世（320-335年在位），室利笈多之孫
3. 海護王（沙摩陀羅笈多，335-380年在位），旃陀羅笈多一世之子
4. 旃陀羅笈多二世（380-413年在位），一般认为他就是超日王；海護王之子
5. 鳩摩羅笈多一世（415-455年在位），超日王之子
6. 塞建陀笈多（455-467年在位），鳩摩羅笈多一世之子
7. 補羅笈多
8. 覺護王（佛陀笈多）
9. 幼日王（婆羅阿迭多），即：那罗僧诃笈多
10. 毗湿奴笈多（540-550年在位）

## 南印度古王朝

### 朱羅王朝
- 迦厘迦罗 约100年－
- Nedunkilli
- Nalankilli
- Killivalavan
- Kopperuncholan
- Kocengannan
- Perunarkilli 
  - 王朝中断
- 毗阇耶罗耶 在位848年－871年
- 阿迭多一世
- 波阑陀迦
- 犍陀罗阿迭多
- Arinjaya Chola 956–957
- Sundara Chola 957–970
- Uttama Chola
- 罗阇罗阇一世
- 罗金陀罗一世
- Rajadhiraja Chola 1018–1054
- 罗金陀罗二世1051–1063
- 毗罗罗金陀罗 1063–1070
- Athirajendra Chola

## 西北印度外來君主
- 阿契美尼德王朝
- 馬其頓王國的亞歷山大大帝
- 塞琉古王朝的塞琉古一世
- 倭馬亞王朝的將軍穆罕默德·伊本·卡西木

## 印度-希臘王國
- 德米特里一世
- 阿加托克利斯
- 潘達雷昂
- 阿波羅多特斯一世
- 米南德一世
- 德米特里二世

## 百乘王朝
- 须慕迦(西穆卡)（c.230-207 BCE）
- 黑闇王（kṛṣṇa）(r. 207–189 BCE)，統治了18年。
- 室利·摩罗迦罗尼（或室利·娑多迦罗尼）統治了10年。
- Purnotsanga, 統治了18年。
- Skandhastambhi, 統治了56年。
- 娑多迦罗尼一世(195 BCE)，統治了18年
- Lambodara, 統治了18年(r. 87-67 BCE)。
- Apilaka, 統治了12年。
- Meghasvati (or Saudasa), 統治了18年。
- 室伐底，統治了18年。
- 塞建陀室伐底，統治了7年。
- 娑多迦罗尼二世，統治了8年。
- 贡多罗·娑多迦罗尼，統治了8年。
- 室伐底迦尔纳，統治了1年。
- 普鲁摩夷一世，統治了36年。
- Riktavarna (or Aristakarman), 統治了25年。
- Hāla (r. 20-24 CE),印度文學的經典之作Gathasaptasati的作者, 統治了5年。
- 曼陀罗迦，統治了5年。
- Purindrasena, 統治了5年。
- Sundara Satakarni, 統治了1年。
- Cakora Satakarni (or Cakora Svatikarna), 統治了6個月。
- 湿婆室伐底，統治了28年。
- 乔达谜布陀罗·娑多迦罗尼（瞿昙弥子娑多迦尼）(r. 25–78 CE), 統治了21年。
- 普鲁摩夷二世（伐色湿底布陀罗·普鲁摩夷）(r. 78–114 CE), ，統治了28年。
- 伐色湿底布陀罗·娑多迦罗尼(r. 130–160)，統治了7年。
- 湿婆塞建陀·娑多迦罗尼，統治了7年。
- Yajna Sri Satakarni, (r. 167-196 CE), 統治了29年。
- 毗阇耶，統治了6年。
- Canda Sri Satakarni, 統治了10年。
- 普鲁摩夷三世
- Madhariputra Svami Sakasena? (r. c.190)
- 普鲁摩夷四世

## 伐迦陀迦王朝
- 文底耶沙克提（250年 - 270年）
- 贵军一世（波罗婆罗西那一世，270年 - 330年）

补罗婆罗补罗-难提伐弹那支系
- 楼陀罗西那一世（330年 - 355年）
- 普利色毗西那一世（地军一世，355年 - 380年）
- 楼陀罗西那二世（380年 - 385年）
- 地婆诃罗西那（385年 - 400年）
  - 波罗婆嚩底笈多（旃陀罗笈多二世的女儿；摄政，385年 - 405年）
- 达牟陀罗西那（400年 - 440年）
- 那烂陀罗西那（440年 - 460年）
- 普利色毗西那二世（地军二世，460年 - 480年）

婆蹉瞿尔摩支系
- 萨婆西那（330年 - 355年）
- 文底耶西那，文底耶沙克提二世（355年 - 400年）
- 贵军二世（波罗婆罗西那二世，400年 - 415年）
- 名字失传（415年 - 450年）
- 提婆西那（天军，450年 - 475年）
- 诃梨西那（475年 - 约500年）

## 貴霜帝國
由於過去歷史學家不能解讀佉卢文，而各國的史料的內容又有矛盾，所以，過去一直都未能就貴霜王朝的各個君主整理出一個有系統的列表出來。
- 赫拉欧斯（1年—30年）
- 丘就却（30年—80年），首位貴霜皇帝　/ （45年～77年）
- 閻高珍（80年—105年）「無名王」索特爾·麥格斯（意為「偉大的救世主」）
- 阎膏珍（105年—127年）
- 迦膩色伽一世（127年—147年）
- 婆湿色伽（151年—155年）
- 胡毗色伽（155年—187年）
- 韋蘇提婆一世（191年—最少至230年），贵霜王朝最后一个君主
- 迦膩色伽二世（226年—240年）
- Vashishka（240年—250年）
- 迦膩色伽三世（255年—275年）
- 韋蘇提婆二世（290年—310年）
- Chhu（310年？—325年？）
- Shaka I（325年—345年）
- Kipunada（350年—375年）

## 遮娄其王朝

### 遮娄其王朝
- 補羅稽舍一世（543－566）
- 稱鎧王一世（566－597）
- 吉祥主王（597－609）
- 補羅稽舍二世（609－642）
- 超日王一世（655－680）
- 律日王（680－696）
- 勝日王（696－733）
- 超日王二世（733－746）
- 稱鎧王二世（746－757）

### 东遮娄其王朝
- 拘阇·毗湿奴伐弹那（624－641 C.E.）
- 阇耶僧诃一世（641－673 C.E.）
- 因陀罗·婆多罗迦（673 C.E.）Indra Bhattaraka
- 毗湿奴伐弹那二世（673－682 C.E.）
- 优婆罗阇（682－706 C.E.）Yuvaraja
- 阇耶僧诃二世（706－718 C.E.）
- 毗湿奴伐弹那三世（719－755 C.E.）
- 勝日王一世（755－772 C.E.）
- 毗湿奴伐弹那四世（772－808 C.E.）
- 勝日王二世（808－847 C.E.）
- 毗湿奴伐弹那五世（847－849 C.E.）
- 勝日王三世（848－892 C.E.）
- 遮娄其毗摩一世（892－921 C.E.）
- 勝日王四世（921 C.E.）
- Amma I （921－927 C.E.）
- 超日王二世（927－928 C.E.）
- 优陀摩罗二世（928－935 C.E.）Yuddamalla II
- 遮娄其毗摩二世（935－947 C.E.）
- Amma II （947－970 C.E.）
- 檀那摩婆（970－973 C.E.）
- 阇多·朱陀·毗摩（973－1000 C.E.）
- 性力铠一世（1000－1011 C.E.）
- 毗摩罗阿迭多（1011－1018 C.E.）
- 罗阇罗阇·那烂陀罗（1018－1061 C.E.）
- 性力铠二世
- 勝日王七世（1063－1068 C.E.，1072－1075 C.E.）

### 西遮娄其王朝
- 逮罗一世（973－997）
- 娑底耶室罗耶（997－1008）
- 超日王五世（1008－1015）
- 阇耶僧诃二世（1015－1042）
- 娑密室伐罗一世（1042－1068）Somesvara I
- 娑密室伐罗二世（1068－1076）
- 超日王六世（1076－1127）
- 娑密室伐罗三世（1127－1138）
- 阇迦得卡摩罗一世（1138－1151）Jagadhekamalla II
- 逮罗二世（1151－1156）
- 阇迦得卡摩罗二世（1163－1183）
- 娑密室伐罗四世（1184－1200）

## 戒日王朝
又称曷利沙王朝（Harsha Empire），坦尼沙王国（萨他泥湿伐罗国）的普西亚布蒂王朝
- 光增王（586-606）
- 戒日王（606-647年）

## 瞿折羅-普臘蒂哈臘王朝
- 纳加巴塔一世	 750年-780年
- 瓦特萨罗阇	 780年-800年
- 纳加巴塔二世	 800年-833年
- 拉玛哈德拉	 833年-836年
- 波荷加一世	 836年-890年
- 马罕德拉帕拉一世 890年-910年
- 波荷加二世	 910年-913年
- 马希帕拉一世	 913年-944年
- 马罕德拉帕拉二世 944年-948年
- 德帕拉	 948年-954年
- 维纳科帕拉	 954年-955年
- 马希帕拉二世	 955年-956年
- 维贾亚帕拉二世 956年-960年
- 罗阇帕拉	 960年-1018年
- 特罗里钱帕拉	 1018年-1027年
- 加萨帕拉	 1024年-1036年

## 罗湿陀罗拘陀王朝
- 弹底杜罗伽（753年 - 756年）
- 克里希纳一世（奎师那一世、黑天一世；756年 - 774年）
- 瞿频陀二世（戈文达二世，774年 - 780年）
- 陀鲁婆（780年 - 793年）
- 瞿频陀三世（793年 - 814年）
- 阿目佉跋沙一世（Amoghavarsha I，814年 - 878年）
- 克里希纳二世（878年 - 914年）
- 因陀罗三世（914年 - 929年）
- 阿目佉跋沙二世（929年 - 930年）
- 瞿频陀四世（930年 – 936年）
- 阿目佉跋沙三世（936年 – 939年）
- 克里希纳三世（939年 – 967年）
- 憍底伽·阿目佉跋沙（Khottiga Amoghavarsha，967年 – 972年）
- 羯迦二世（Karka II，972年 – 973年）
- 因陀罗四世（973年 – 982年）

## 波罗王朝
- 瞿波罗一世（750年 - 770年）
- 达摩波罗（法护王，770年 - 810年）
- 提婆波罗（天护王，810年 - 850年）
- 输罗波罗一世（破魔护王，850年 - 854年）
- 毗羯罗诃波罗一世（854年 - 855年）
- 那罗衍波罗（855年 - 908年）
- 罗阇耶波罗（908年 - 940年）
- 瞿波罗二世（940年 - 960年）
- 毗羯罗诃波罗二世（960年 - 988年）
- 摩醯波罗一世（地护王，988年 - 1038年）
- 那耶波罗（1038年 - 1055年）
- 毗羯罗诃波罗三世（1055年 - 1070年）
- 摩醯波罗二世（1070年 - 1075年）
- 输罗波罗二世（1075年 - 1077年）
- 罗摩波罗（1077年 - 1130年）
- 鸠摩罗波罗（1130年 - 1140年）
- 瞿波罗三世（1140年 - 1144年）
- 摩陀那波罗（1144年 - 1162年）
- 瞿频陀波罗（1162年 - 1174年）

## 曷萨拉王朝
- 尼聶巴·加瑪一世 (978 - 1006)
- 門打 (1006 - 1026)
- 尼聶巴·加瑪二世 (1026 - 1047)
- 凱薩拉·芬拿也矢也 (1047 - 1098)
- 伊利仁加 (1098 - 1102)
- 域拿·巴拿那一世 (1102 -1108)
- 域斯奴核哈拿 (1108 - 1152)
- 拿那森哈一世（1152 – 1173）
- 域拿·巴拿那二世（1173 – 1220）
- 維拿·拿那森哈二世（1220 – 1235）
- 維拿·森沙華那（1235 – 1254）
- 拿那森哈三世（1254 – 1291）
- 拿文那打（1254 – 1295）
- 域斯雲那打 (1295 - 1300)
- 域拿·巴拿那三世（1292 – 1343）
- 域拿·域羅不沙·巴拿那（1343 – 1346）
- 哈里哈拉一世 (1342 - 1355)（他滅曷萨拉後，登基為毗奢耶那伽罗王朝首任國王）

## 毗奢耶那伽罗王朝
| 國王                             | 在位年份      | 備註                               |
| -------------------------------- | ------------- | ---------------------------------- |
| 诃里诃罗一世 Harihara(Deva Raya) | 1336年-1356年 | 又稱Hakka ಹಕ್ಕ                      |
| 布卡一世Bukka Raya I             | 1336年-1356年 | 定都毗奢耶那伽罗                   |
| 诃里诃罗二世                     | 1377-1404年   |                                    |
| Virupaksha Raya                  | 1404-1405年   |                                    |
| 布卡二世                         | 1405-1406年   |                                    |
| Deva Raya I                      | 1406-1422年   | 尼科洛·達·康提曾在此段時期探訪當地 |
| Ramachandra Raya                 | 1422年        |                                    |
| Veera Vijaya                     | 1422-1424年   |                                    |
| Deva Raya II                     | 1424-1446年   | 把帝國推向黃金時代                 |
| Mallikarjuna                     | 1446-1465年   | 軟弱、腐敗的國王                   |
| Virupaksha II                    | 1465-1485年   | 軟弱、腐敗的國王                   |
| Praudha Deva Raya                | 1485年        |                                    |

| 國王                  | 在位年份    | 備註                 |
| --------------------- | ----------- | -------------------- |
| Saluva Narasimha Deva | 1485-1491年 |                      |
| Thimma Bhupala        | 1491年      | 在政治動亂時期中被殺 |
| 納拉辛哈二世          | 1491-1505年 | 無實際政權           |

| 國王                 | 在位年份             | 備註 |
| -------------------- | -------------------- | --- |
| Tuluva Narasa Nayaka | 1491–1503年          | 攝政王 |
| Viranarasimha        | 1503-1509年          | |
| Krishna Deva         | 1509年7月26日-1529年 | 期間帝國處於極盛時期 |
| Achyuta Deva         | 1529-1542年          | |
| Sadasiva             | 1542-1570年          | 無實際政權 |
| 羅摩(Rama)           | 1542-1565年          | 羅摩在一次政變中監禁Achyuta Deva，另立Sadasiva為帝， 自己開始當攝政王，常干涉北方蘇丹國的事務。在攝政晚期了 他觸發北方德干高原的五個蘇丹國組成聯軍侵略帝國，最終首都 被攻佔、屠城，帝國崩解，Rama亦於戰場上死去 |

| 國王                      | 在位年份    | 備註 |
| ------------------------- | ----------- | --- |
| 蒂魯馬拉                  | 1565-1572年 | 羅摩的弟弟，戰亂時攜Sadasiva逃走，在安得拉邦南部Penukonda重新 定都，嘗試恢復帝國的統治，續當摄政王至1570年 |
| Sriranga I                | 1572-1586年 | |
| Venkata II                | 1586-1614年 | 再遷往最後的首都Chandragiri                                                                                |
| Sriranga II               | 1614年      | |
| Ramadeva                  | 1617-1632年 | |
| Venkata III(Peda Venkata) | 1632-1642年 | |
| Sriranga III              | 1642-1646年 | |

## 加茲尼王朝

### 埃米尔列表
- 阿布·阿斯豪格·阿立普塔琴（962年－963年）
- 阿斯豪格·本·阿立普塔琴（963年－966年）
- 比尔考塔琴（966年－972年）
- 庇利（972年－976年）
- 瑙锡鲁丁·索卜克塔琴（976年－997年）
- 伊斯玛伊尔·本·索卜克塔琴（997年）

### 苏丹列表
- 耶敏努·杜乌拉·阿布·高赛姆·马赫穆德·本·索卜克塔琴（997年－1030年）
- 贾劳鲁·杜乌拉·阿布·阿赫默德·穆罕默德·本·马赫穆德（1030年）
- 夏豪布·杜乌拉·阿布·萨阿德·马斯乌德·本·马赫穆德（1030年－1040年）
- 夏豪布·杜乌拉·阿布·法塔赫·马乌杜德·本·马斯乌德（1040年－1049年）
- 巴豪乌·杜乌拉·阿布·哈桑·阿里·本·马斯乌德（1049年）
- 马斯乌德·本·马乌杜德（1049年）
- 艾佐·杜乌拉·阿布·曼苏尔·阿布杜·拉希德·本·马赫穆德·本·索卜克塔琴（1049年－1052年）
- 贾玛鲁·杜乌拉·阿布·法兹尔·法鲁赫朝德·本·马斯乌德·本·马赫穆德（1052年－1159年）
- 扎希路·杜乌拉·阿布·穆扎法尔·易卜拉欣（1059年－1198年）
- 阿劳乌·杜乌拉·阿布·赛义德·马斯乌德·本·易卜拉欣（1098年－1115年）
- 苏尔坦努·杜乌拉·阿布·法塔赫·阿尔萨朗·肖（1115年－1118年）
- 耶敏努·杜乌拉·阿布·穆扎法尔·巴赫朗姆·肖·本·马斯乌德（1118年－1153年）
- 塔居乌·杜乌拉·阿布·薛乔厄·霍斯鲁肖·本·巴赫朗姆·肖（1153年－1160年）
- 萨劳居·杜乌拉·阿布·穆鲁克·霍斯鲁·马立克·本·霍斯鲁·肖（1160年－1186年）

## 古尔王朝
- 赛伊夫丁·苏里·本·马立克·艾佐丁·侯赛因 （1148～1149）
- 阿劳乌丁·侯赛因·贾杭苏兹 （1149～1161）
- 赛伊夫丁·穆罕默德·本·阿劳乌丁·贾杭苏兹 （1161～1163）
- 吉亚苏丁·穆罕默德·本·巴豪乌丁·桑姆·本·哈桑 （1163～1202）
- 穆厄佐丁·穆罕默德 （1202～1205）
- 吉亚苏丁·马赫穆德·本·吉亚苏丁·穆罕默德 （1205～1210）
- 巴豪乌丁·桑姆·本·吉亚苏丁·马赫穆德 （1210）
- 阿劳乌丁·奥特赛兹·本·阿劳乌丁·侯赛因·贾杭苏兹 （1210～1213）
- 阿劳乌丁·穆罕默德·本·薛乔乌丁·阿里·本·艾佐丁·侯赛因 （1213～1215）

## 德里苏丹国

### 奴隶王朝(1206～1290)
- 库特布丁·艾伊拜克 1206～1210
- 阿拉姆沙 1210～1211
- 伊杜米斯沙 1211～1236
- 洛库一乌德丁·菲鲁兹 1236
- 纳加女王 1236～1240
- 穆仪兹丁·巴赫拉姆 1240～1242
- 阿拉一乌德丁·欧苏德 1242～1246
- 纳希尔丁·马哈茂德 1246～1266
- 吉亚斯丁·巴勒班 1266～1287
- 凯科巴德 1287～1290

### 卡尔吉王朝(1290～1320)
- 哲拉鲁丁·菲鲁兹·卡尔基 1290～1296
- 洛库一乌德丁·易卜拉欣 1296
- 阿拉丁 1296～1316
- 希哈布丁·欧麦尔 1316
- 穆巴拉克 1316～1320

### 图格鲁克王朝(1320～1413)
- 吉亚斯丁·图格鲁克 1320～1325
- 穆罕默德·宾·图格鲁克 1325～1351
- 菲鲁兹·沙 1351～1388
- 吉亚斯丁二世 1388～1389
- 艾布·伯克尔 1389～1390
- 纳希尔丁，穆罕默德 1390～1394
- 阿拉丁 1394
- 纳希尔丁，马哈茂德·沙 1394—1413

### 赛义德王朝(1414～1451)
- 吉兹尔汗·赛义德 1414～1421
- 穆仪兹丁·穆巴拉克 1421～1434
- 法里德汗·穆罕默德·沙 1434～1445
- 阿拉丁·阿拉姆·沙 1445～1451

### 洛迪王朝(1451～1526)
- 巴鲁尔·罗第 1451～1489
- 希坎达尔·罗第 1489～1517
- 易卜拉欣·罗第1517～1526

## 巴赫曼尼苏丹国
- 阿拉丁·哈桑·巴赫曼沙阿 1347年 - 1358年
- 穆罕默德沙阿一世 1358年 - 1375年
- 阿拉丁·穆贾希德沙阿 1375年 - 1378年
- 达乌德沙阿 1378年
- 穆罕默德沙阿二世 1378年 - 1397年
- 吉亚特赫·乌德-丁 1397年
- 沙姆斯·乌德-丁 1397年
- 塔杰·乌德-丁·菲鲁兹沙阿 1397年 - 1422年
- 艾哈迈德沙阿一世 1422年 - 1436年
- 艾哈迈德沙阿二世 1436 - 1458年
- 阿拉丁·胡马雍·扎利姆沙阿 1458年 - 1461年
- 尼扎姆沙阿 1461年 - 1463年
- 穆罕默德沙阿三世 1463年 - 1482年
- 穆罕默德沙阿四世 1482年 - 1518年
- 艾哈迈德沙阿三世 1518年 - 1521年
- 阿拉丁沙阿 1521年 - 1522年
- 瓦利-阿拉沙阿 1522年 - 1525年
- 卡利姆-阿拉沙阿 1525年 - 1527年

## 莫卧儿帝国
- 六大皇帝：
  - 巴卑尔 （Bâbur，1526年-1530年）
  - 胡马雍 （Humâyûn，1530年-1539年，1555年-1556年）
  - 阿克巴 （Akbar，1556年-1605年）
  - 贾汉吉尔，或译查罕杰 （Jahângîr，1605年-1627年）
  - 沙贾汗 （Shâh Jahân，1628年-1658年）
  - 奥朗则布 （Aurangzeb，1658年-1707年）

- 后期皇帝：
  - 巴哈杜尔·沙一世（Bahadur Shah I，1707年-1712年）
  - 贾汗达尔·沙（Jahandar Shah，1712年-1713年）
  - 法鲁克锡亚（Farrukhsiyar，1713年-1719年）
  - 拉菲·乌德·达拉加特（Rafi Ul-Darjat，1719年）
  - 拉菲·乌德·杜拉特（Rafi Ud-Daulat，1719年）
  - 尼库斯亚尔（Nikusiyar Mohammed，1719年）
  - 穆罕默德·易卜拉欣（Mohammed Ibrahim，1719年）
  - 穆罕默德·沙（Muhammad Shah，1719年-1748年）
  - 艾哈迈德·沙·巴哈杜尔（Ahmad Shah Bahadur，1748年-1754年）
  - 阿齐兹·乌德丁·阿拉姆吉尔（Alamgir II，1754年-1759年）
  - 沙·贾汗三世 （Shâh Jahân III，1759年-1760年）
  - 沙·阿拉姆二世（Shah Alam II，1759年-1788年）
  - 比达尔巴克赫特（Bidar Bakht，1788年）
  - 沙·阿拉姆二世（復位）（1788年-1806年）
  - 穆罕默德·阿克巴·沙二世（Muhammad Akbar Shah II，1806年-1837年）
  - 巴哈杜尔·沙二世，（Bahadur Shah II，1837年-1857年）

## 马拉塔帝国
- 希瓦吉 1674–1680
- 桑巴吉 1681–1689
- 罗阇罗姆 1689–1700
- 希瓦吉三世 1700–1712
- 桑巴吉二世 1712–1760
- 塔拉白 1700–1707
- 沙胡一世 1707–1749
- 罗姆罗阇二世 1749–1777
- 沙胡二世 1777–1810
- 普拉塔普·辛格 1810–1818

## 锡克帝国
- 班达·辛格·巴哈杜尔 1708年-1715年
- 马哈·辛格 1780年？-1790年
- 兰季德·辛格 1790年-1839年
- 卡拉克·辛格 1839年6月-1839年10月
- 拿奥·尼哈尔·辛格 1839年10月-1840年11月
- 舍·辛格 1841年1月-1843年9月
- 达礼浦·辛格 1843年9月–1849年3月

## 印度皇帝（1876年—1947年）
| 印度皇帝                                                                                       | 画像                        | 徽章                        | 出生                                                                                        | 婚姻                                                        | 逝世                            | 继承权                                   | 来源                        |
| 汉诺威王朝（1876年—1901年）                                                                    | 汉诺威王朝（1876年—1901年） | 汉诺威王朝（1876年—1901年） | 汉诺威王朝（1876年—1901年）                                                                 | 汉诺威王朝（1876年—1901年）                                 | 汉诺威王朝（1876年—1901年）     | 汉诺威王朝（1876年—1901年）              | 汉诺威王朝（1876年—1901年） |
| ---------------------------------------------------------------------------------------------- | --------------------------- | --------------------------- | ------------------------------------------------------------------------------------------- | ----------------------------------------------------------- | ------------------------------- | ---------------------------------------- | --------------------------- |
| 维多利亚女王 亚历山德丽娜·维多利亚 1876年5月1日 – 1901年1月22日                                |                             |                             | 1819年5月24日 肯辛顿宫 肯特及斯特拉森公爵爱德华亲王与萨克森-科堡-萨尔费尔德维多利亚公主之女 | 萨克森-科堡-哥达的阿尔伯特 圣詹姆士宫 1840年2月10日 9名子女 | 1901年1月22日 奧斯本莊園 81岁   | 乔治三世之孙女，乔治四世与威廉四世之侄女 | [ 1 ]                       |
| 萨克森-科堡-哥达王朝（1901年—1917年）和溫莎王朝（1917年—1947年）                               |                             |                             |                                                                                             |                                                             |                                 |                                          |                             |
| 爱德华七世 阿尔伯特·爱德华 1901年1月22日 – 1910年5月6日                                        |                             |                             | 1841年11月9日 白金汉宫 维多利亚女王与萨克森-科堡-哥达的阿尔伯特亲王之子                     | 丹麥的亞歷山德拉 圣乔治礼拜堂 1863年3月10日 6名子女         | 1910年5月6日 白金汉宫 68岁      | 维多利亚女王之子                         | [ 2 ]                       |
| 乔治五世 乔治·弗雷德里克·恩斯特·阿尔伯特 1910年5月6日 – 1936年1月20日                          |                             |                             | 1865年6月3日 马尔博罗宫 爱德华七世与丹麥的亞歷山德拉之子                                    | 特克的玛丽 聖詹姆士宮 1893年7月6日 6名子女                  | 1936年1月20日 桑德林汉姆府 70岁 | 爱德华七世之子                           | [ 3 ]                       |
| 爱德华八世 爱德华·阿尔伯特·克里斯蒂安·乔治·安德鲁·帕特里克·大卫 1936年1月20日 – 1936年12月11日 |                             |                             | 1894年6月23日 白屋 乔治五世与特克的玛丽之子                                                 | 华里丝·沃菲尔德·辛普森 康代城堡 1937年6月3日 无子女         | 1972年5月28日 塞纳河畔讷伊 77岁 | 乔治五世之长子                           | [ 4 ]                       |
| 乔治六世 阿尔伯特·弗雷德里克·亚瑟·乔治 1936年12月11日 – 1947年8月15日                          |                             |                             | 1895年12月14日 桑德灵厄姆府 乔治五世与特克的玛丽之子                                        | 伊丽莎白·鲍斯-莱昂 威斯敏斯特教堂 1923年4月26日 2名子女     | 1952年2月6日 桑德林汉姆府 56岁  | 乔治五世之次子，爱德华八世之二弟         | [ 5 ]                       |

## 巴基斯坦自治领（1947年—1956年）
| 巴基斯坦君主                                                        | 画像     | 徽章     | 出生                                                  | 婚姻                                                    | 逝世                             | 王位继承权                       | 来源     |
| 溫莎王朝                                                            | 溫莎王朝 | 溫莎王朝 | 溫莎王朝                                              | 溫莎王朝                                                | 溫莎王朝                         | 溫莎王朝                         | 溫莎王朝 |
| ------------------------------------------------------------------- | -------- | -------- | ----------------------------------------------------- | ------------------------------------------------------- | -------------------------------- | -------------------------------- | -------- |
| 乔治六世 阿尔伯特·弗雷德里克·亚瑟·乔治 1947年8月14日 – 1952年2月6日 |          |          | 1895年12月14日 桑德灵厄姆府 乔治五世与特克的玛丽之子  | 伊丽莎白·鲍斯-莱昂 威斯敏斯特教堂 1923年4月26日 2名子女 | 1952年2月6日 桑德林汉姆府 56岁   | 乔治五世之次子，爱德华八世之二弟 | [ 5 ]    |
| 伊丽莎白二世 伊丽莎白·亚历山德拉·玛丽 1952年2月6日 – 1956年3月23日  |          |          | 1926年4月21日 梅費爾 乔治六世与伊丽莎白·鲍斯-莱昂之女 | 菲利普·蒙巴顿 威斯敏斯特教堂 1947年11月20日 4名子女     | 2022年9月8日 巴尔莫勒尔城堡 96岁 | 乔治六世之女                     | [ 7 ]    |

## 印度自治领（1947年—1950年）
| 印度自治领君主                                                       | 画像     | 徽章     | 出生                                                 | 婚姻                                                    | 逝世                           | 王位继承权                       | 来源     |
| 溫莎王朝                                                             | 溫莎王朝 | 溫莎王朝 | 溫莎王朝                                             | 溫莎王朝                                                | 溫莎王朝                       | 溫莎王朝                         | 溫莎王朝 |
| -------------------------------------------------------------------- | -------- | -------- | ---------------------------------------------------- | ------------------------------------------------------- | ------------------------------ | -------------------------------- | -------- |
| 乔治六世 阿尔伯特·弗雷德里克·亚瑟·乔治 1947年8月15日 – 1950年1月26日 |          |          | 1895年12月14日 桑德灵厄姆府 乔治五世与特克的玛丽之子 | 伊丽莎白·鲍斯-莱昂 威斯敏斯特教堂 1923年4月26日 2名子女 | 1952年2月6日 桑德林汉姆府 56岁 | 乔治五世之次子，爱德华八世之二弟 | [ 5 ]    |